# Paul Le Flem
Paul Le Flem (ur. 18 marca 1881 w Lézardrieux w departamencie Côtes-du-Nord, zm. 31 lipca 1984 w Trégastel) – francuski kompozytor.

## Życiorys
Ukończył studia w Konserwatorium Paryskim u Alberta Lavignaca (1898) oraz w Schola Cantorum de Paris u Alberta Roussela i Vincenta d’Indy’ego (1904). Studiował też filozofię na Sorbonie. W latach 1923–1939 był wykładowcą kontrapunktu w Schola Cantorum de Paris. W 1924 roku został kierownikiem chóru przy paryskiej Opéra-Comique, a od 1925 do 1939 roku prowadził chór Chanteurs de St-Gervais. Pisał także krytyki muzyczne, w latach 1921–1936 był stałym współpracownikiem czasopisma „Comoedia”. Był członkiem rady nadzorczej SACEM. W 1951 roku otrzymał nagrodę muzyczną miasta Paryża.
Twórczość Le Flema utrzymana była w tradycyjnych formach, kompozytor sięgał po elementy tradycji muzycznej rodzinnej Bretanii.

## Wybrane kompozycje
(na podstawie materiałów źródłowych)

### Utwory orkiestrowe
- 4 symfonie (I 1907, II 1956, III 1967, IV 1977–1978)
- En mer (1901)
- Scherzo (1906)
- Fantaisie na fortepian i orkiestrę (1911)
- Les voix du large (1911)
- Pour les morts (1913)
- Invocation na głos i orkiestrę (1920)
- Le vin na chór i orkiestrę dętą (1924)
- Le fête de printemps na chór żeński i orkiestrę (1937)
- La village (1942)
- Le ronde des fées (1943)
- Koncertstück na skrzypce i orkiestrę (1965)
- La maudite na głosy i orkiestrę (1967, zrewid. 1971)

### Utwory kameralne
- Rêverie grise na wiolonczelę i fortepian (1899)
- Sonata na skrzypce i fortepian (1905)
- Kwintet fortepianowy (1909)
- Claire de lune sous bois na flet, harfę i smyczki (1911)
- Danse désuète na flet, harfę i smyczki (1911)
- Pièce na róg (1955)

### Utwory fortepianowe
- Par landes (1907)
- Le vieux calvaire (1910)
- Le chant des genêts (1910)
- Avril (1912)

### Utwory na chór a cappella
- Tu es Petrus (1909)
- La procession (1912)
- Lamento (1920)
- Paysage (1923)
- Hommage à Rameau (1964)

### Utwory sceniczne
- opera Endymion et Séléné (1903)
- baśń Aucassin et Nicolette (1908)
- balet La folie de Lady Macbeth (1934)
- opera Le rossignol de St. Malo (1938)
- opera La clairière des fées (1943)
- opera Magicienne de la mer (1946)